# Decretion disk
Eine decretion disk (englisch) beschreibt in der Astronomie eine Scheibe um einen Stern, die von dem Stern gespeist wird. Dies ist der Unterschied zu einer Akkretionsscheibe, die Materie von außerhalb auf den Stern transferiert.
Decretion disks werden temporär um Be-Sterne beobachtet. Diese Sterne rotieren mit Geschwindigkeiten nahe der Stabilitätsgrenze und bereits kleine Störungen führen zu einem Abfluss von Materie entlang der Rotationsebene der Sterne. Die abgeworfene Materie verbleibt im Gravitationsfeld des Sterns und bildet eine geometrisch dünne Scheibe. Aufgrund der inneren Reibung in der Scheibe wird Drehmoment abgebaut und die Materie sinkt zurück auf den Stern. Daneben zeigen diese frühe Sterne starke Sternwinde, die aus der Oberfläche der Scheibe Material mitreißt.